# Burning Rangers
Burning Rangers es un videojuego de acción de 1998, desarrollado por Sonic Team y publicado por Sega para la consola Sega Saturn. Ambientado en un escenario futurista de ciencia ficción, el juego está protagonizado por un grupo de élite de bomberos, los Burning Rangers, que extinguen incendios y rescatan a civiles de edificios en llamas. Las misiones consisten en reunir cristales de energía que permiten teletransportar a las personas hacia un lugar seguro. En lugar de utilizar un mapa, el jugador debe orientarse sobre el escenario con la ayuda de un asistente de voz.
El productor Yūji Naka propuso desarrollar un videojuego de acción que implicara salvar gente en lugar de matarla. Con esta premisa, Sonic Team decidió utilizar bomberos con equipamiento futurista porque consideraban que era un oficio heroico e identificable.
El juego salió a la venta en Japón en febrero de 1998, y en América del Norte y Europa en junio del mismo año. La prensa valoró positivamente la banda sonora, el asistente de voz, el planteamiento general y el apartado gráfico, pero también se criticaron algunos aspectos como los glitches y fallos en la detección de colisiones. Burning Rangers fue uno de los últimos títulos publicados para Sega Saturn en el mercado occidental, y hasta la fecha no ha sido remasterizado.

## Sistema de juego
Burning Rangers es un videojuego de acción, con elementos de disparos en tercera persona, protagonizado por un cuerpo de bomberos de élite —los Burning Rangers— que extingue incendios y rescata a civiles en situaciones de máximo riesgo. El juego está ambientado en una sociedad futurista donde el fuego sigue suponiendo una amenaza; los bomberos van equipados con trajes robóticos de protección, sistemas de navegación por voz e incluso una mochila propulsora. El jugador asume el control de dos bomberos novatos —un hombre, Shou, y una mujer, Tillis— para completar misiones a lo largo de cuatro niveles con su correspondiente jefe final. Antes de comenzar hay un tutorial que explica la mecánica del juego.
El objetivo del jugador es sofocar incendios con una pistola láser que comprime las llamas, así como rescatar a los civiles atrapados gracias al poder de unos cristales de energía. En la pantalla hay un gráfico que mide el porcentaje de riesgo de deflagraciones, y que se incrementa en caso de que haya focos activos. Hay que disparar directamente a las llamas para sofocarlas, tras lo cual se liberan más cristales que el jugador deberá recoger. Se necesitan al menos cinco cristales para rescatar a un civil; en caso de usar diez, se concede una vida extra. Los cristales determinan también la vitalidad del jugador, de forma similar a los anillos en Sonic the Hedgehog. Cuando el jugador es golpeado todos los cristales se dispersarán, y si sufre daños con el contador a cero pierde una vida.
Todos los niveles se desarrollan en escenarios interiores con su propio entorno. Cada recorrido cuenta con múltiples estancias divididas por pasillos, ascensores, puertas e interruptores. El jugador no tiene un mapa que le permita orientarse, así que debe escuchar las indicaciones del asistente de voz para encontrar el camino. La mochila propulsora del traje de Shou y Tillis les permite desplazarse, saltar y hacer acrobacias para esquivar las deflagraciones. Al término de cada misión se establece una calificación final con base en los civiles rescatados, los cristales recogidos, el porcentaje de riesgo y el tiempo necesitado para derrotar al jefe final. Una vez se ha completado el juego, se desbloquea un modo que permite generar recorridos aleatorios dentro de los niveles ya existentes.

## Desarrollo

### Producción

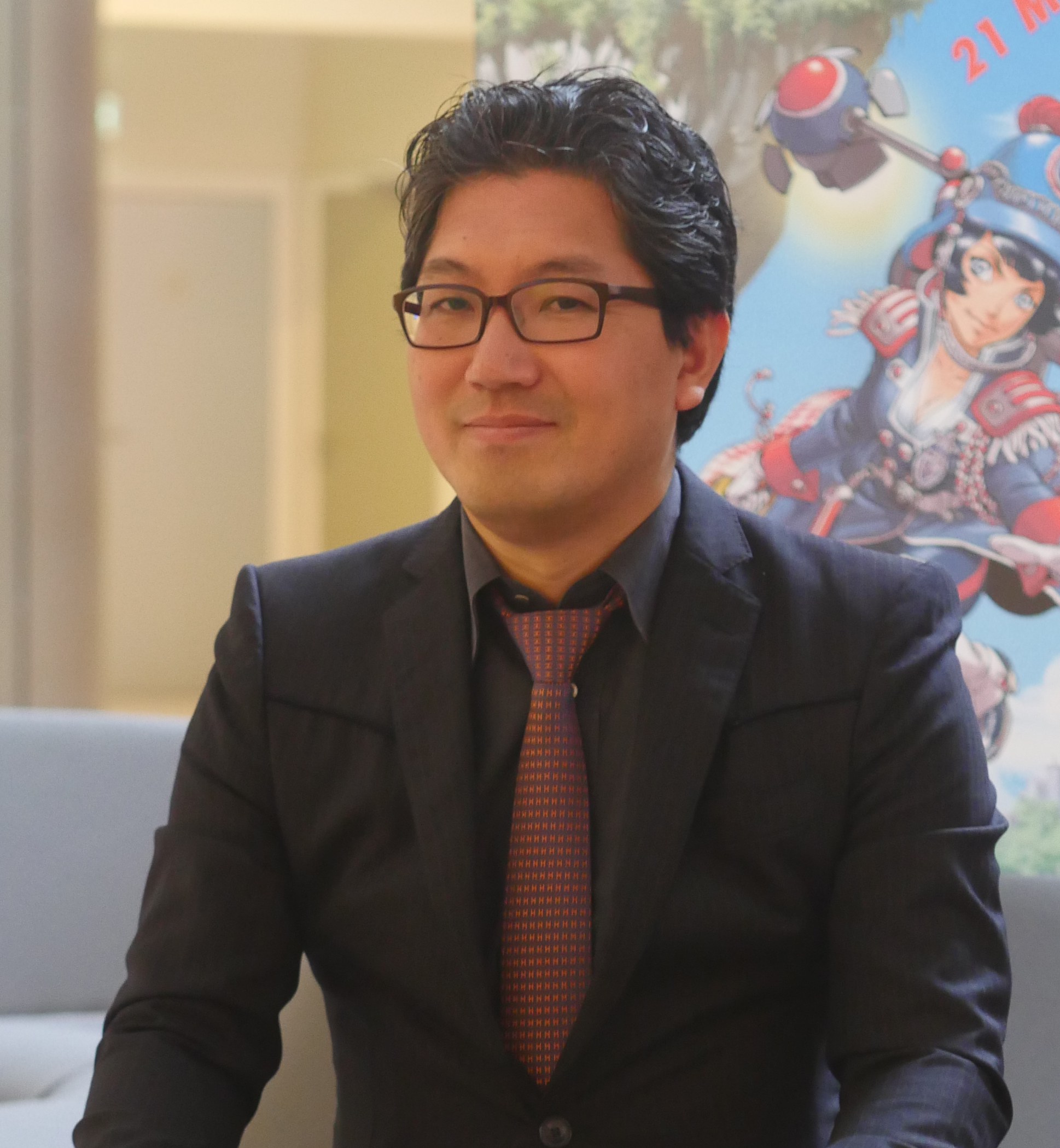
Yūji Naka, responsable de Sonic Team y productor de Burning Rangers.

El desarrollo de Burning Rangers corrió a cargo de Sonic Team, el estudio de Sega que hizo la serie Sonic the Hedgehog. Con motivo del lanzamiento de Sega Saturn, el productor Yūji Naka dejó de lado la franquicia principal para centrarse en nuevas propiedades intelectuales. La primera de ellas, Nights into Dreams (1996), era un plataformas que combinaba entornos tridimensionales con libertad de movimiento en planos dimensionales. En otoño de 1996, después de terminar la expansión navideña Christmas Nights, puso en marcha un proyecto de nueva franquicia completamente tridimensional. El equipo estaba formado por más de treinta desarrolladores, bajo la dirección de Naoto Ōshima y la dirección artística de Takao Miyoshi.
Yūji Naka propuso desarrollar un videojuego que implicase salvar gente en lugar de matarla, así que planteó un título de acción basado en la labor de rescate de los bomberos. Además de valerse del fuego como vehículo para crear tensión, Naka consideraba que el bombero representa un trabajo heroico con el que cualquiera se puede identificar. Miyoshi aseguró en una entrevista que se habían inspirado en las escenas de explosiones del cine de Hollywood para generar emoción en torno a las misiones de rescate. Para encajarlo en el contexto de un videojuego, Sonic Team planteó un ambiente futurista, basado en el desarrollo sostenible, donde la gente sigue necesitando protección porque los desastres aún podían ocurrir. Los diseñadores imaginaron que un bombero del futuro tendría habilidades acrobáticas, destreza y equipamiento especial para alcanzar los lugares donde la gente se había quedado atrapada.
De acuerdo con Miyoshi, Burning Rangers llegó a ser concebido como un videojuego en línea para cuatro jugadores, pero terminó siendo de un solo jugador por las limitaciones técnicas de Saturn. El equipo pudo desarrollar esa idea en Phantasy Star Online, publicado en Dreamcast en el 2000.
Aunque al principio el proyecto se llamó Firefighter, el equipo lo cambió por Burning Rangers para crear una marca internacional más atractiva. Naka era reticente a usar la palabra inglesa ranger (en español, «guardián») porque en Occidente estaba asociada a los guardabosques. No obstante, el éxito internacional de la serie Mighty Morphin Power Rangers le hizo cambiar de opinión.

### Diseño y gráficos

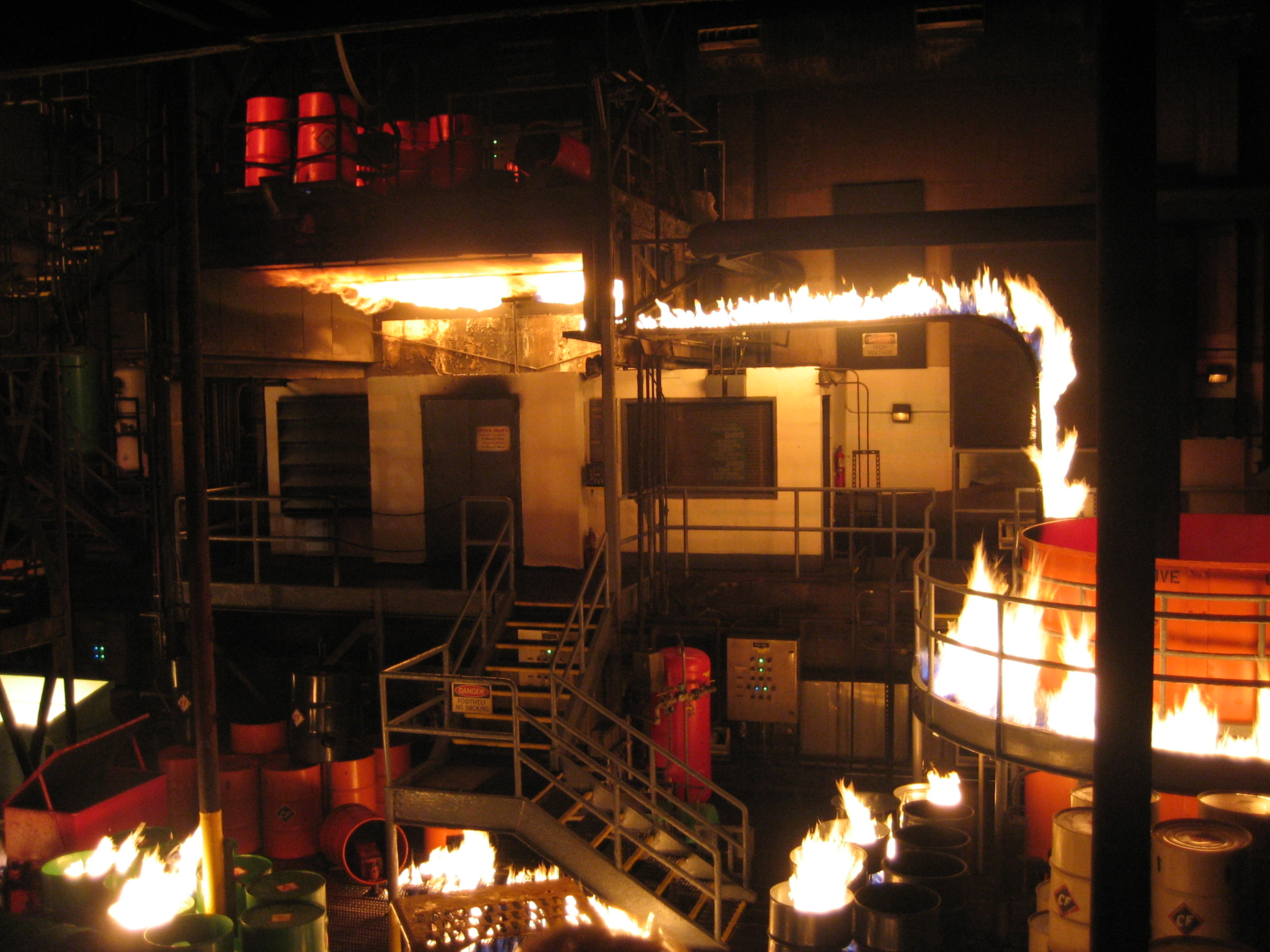
Los programadores analizaron la atracción de Backdraft en Universal Studios para experimentar un incendio desde dentro.

En la fase preliminar, algunos miembros de Sonic Team viajaron a Hong Kong antes de la transferencia de soberanía para inspirarse en el diseño futurista de los escenarios. Otros programadores visitaron Universal Studios Hollywood para probar la atracción Backdraft —inspirada en la película de Ron Howard— y vivir de primera mano la sensación de estar atrapados en un incendio. El equipo también asistió a una demostración de bomberos en Tokio y se sorprendieron al ver robots equipados para la extinción de incendios, con elementos como sensores de infrarrojos y cámaras de visión especial. Naka rechazó pedir consejo a bomberos profesionales porque consideraba que perjudicaría el proceso creativo.
Burning Rangers utiliza el mismo motor de videojuego que Nights into Dreams. Cuando Sonic Team desarrolló Nights entre 1995 y 1996, tuvo dificultades por la compleja arquitectura de doble procesador de Saturn, así que aprovecharon lo que ya habían hecho e implementaron mejoras en el rendimiento. Para crear los niveles, Miyoshi hizo primero los mapas de escenarios y luego añadió los efectos de fuego. El diseño de las llamas resultó difícil por las limitaciones de renderización de Saturn; consiguieron solucionarlo con una combinación de bloques de sprites, efectos de transparencia e iluminación. También se aprovechó la profundidad de color de Saturn para reflejar aspectos como la intensidad de las llamas, las zonas en riesgo de deflagración, la iluminación de las estancias y los interruptores.
Del mismo modo, se proyectaron cuatro niveles de larga duración para garantizar una experiencia inmersiva, cada uno con características diferentes como escenas bajo el agua o ingravidez. El equipo había previsto incluir más niveles y la opción de manejar al resto de personajes secundarios, pero no fue posible por las limitaciones del formato CD-ROM. Burning Rangers es compatible tanto con cruceta direccional como con el periférico analógico 3D Control Pad.
En un primer momento se quiso utilizar captura de movimiento en todas las fases de la producción, pero Naka no estaba satisfecho porque muchas acrobacias no se podían ejecutar. Al final el equipo tuvo que diseñar la mayoría de las animaciones a mano, y reservó la captura de movimiento para acciones simples como caminar y correr. En total el proceso de desarrollo duró dieciocho meses, aunque la programación llevó menos de un año.

### Sonido
Una de las características de Burning Rangers es su sistema de navegación por voz. El jugador no puede utilizar ningún mapa para orientarse, así que debe prestar atención a las indicaciones de una navegante para avanzar. Sonic Team implementó esta característica para generar la tensión de una misión de rescate, con muchas dificultades al plasmarla porque no había hecho algo así antes. El equipo usó como ejemplo la navegación por voz de otros títulos de Saturn —entre ellos, Solar Eclipse— y decidió prescindir de la música de fondo para que la ambientación se centrara en los efectos de sonido y en la navegante. La banda sonora fue compuesta por Naofumi Hataya, colaborador habitual de Sonic Team.
En un primer momento se planteó grabar las voces en seis idiomas distintos; al final todo se redujo a dos versiones: en japonés, y en inglés para el mercado occidental. De acuerdo con Miyoshi, hubo que reescribir los diálogos varias veces por necesidades del equipo de desarrollo, algo que produjo retrasos en la producción. Sonic Team contrató a actores de doblaje profesionales en ambas versiones.

### Animación
El juego cuenta con escenas cinemáticas de animación que desarrollan el argumento antes y después de cada nivel. El estudio responsable fue Tokyo Movie Kyokuichi y su subsidiaria, Seoul Movie, que previamente habían hecho el anime de Virtua Fighter y el cortometraje Man of the Year dentro de Sonic Jam. Todas las animaciones se hicieron con dibujos digitalizados porque el resultado era más fácil de comprimir en un CD-ROM. El responsable de este apartado, Yasuichiro Yamamoto, es más conocido por su trabajo posterior como director de animación en Detective Conan.

### Lanzamiento
Los detalles técnicos sobre Burning Rangers no se desvelaron hasta el Tokyo Game Show de 1997, si bien Sonic Team ya había declarado que estaba trabajando en un nuevo título desde el año anterior. En un primer momento su lanzamiento estaba previsto para la campaña navideña de 1997, pero Sega no lo publicó en Japón hasta el 26 de febrero de 1998.
El juego llegó a Estados Unidos y Europa a finales de mayo de 1998 como uno de los últimos lanzamientos de Sega Saturn en Occidente. A pesar de que obtuvo reseñas positivas de la prensa especializada, su difusión se vio muy limitada por las bajas ventas de Saturn en ambos mercados y porque Sega ya estaba centrada en el lanzamiento de Dreamcast. El hecho de que nunca haya sido reeditado por Sega, a diferencia de otras franquicias, ha convertido las copias físicas de este título en objetos de coleccionismo.

## Recepción

### Comercial
El juego tuvo unas cifras de ventas muy discretas; Burning Rangers salió en el final de la vida útil de Saturn, y de hecho fue uno de los últimos títulos publicados en los mercados de Europa y Norteamérica, que Sega ya había decidido dejar de lado para centrarse en el lanzamiento de Dreamcast. En Japón llegaron a venderse más de 60 000 copias en formato físico, según el portal VG Chartz. A diferencia de otros títulos publicados originalmente para Saturn, Burning Rangers no ha sido reeditado.

### Crítica
Burning Rangers tuvo valoraciones positivas de la prensa especializada, con una media de 75 sobre 100 en el agregador de reseñas GameRankings, y es recordado como uno de los títulos del catálogo de Sega Saturn que aprovechó mejor su compleja arquitectura. Entre lo mejor valorado cabe destacar el uso de la orientación de voz, la exploración de los niveles, la iluminación y el planteamiento como juego de rescate, muy original para la época. Por otro lado, hubo coincidencias a la hora de criticar aspectos como los glitches y fallos en la detección de colisiones.
En las revistas españolas, Hobby Consolas le otorgó una nota de 92 sobre 100 y valoró especialmente el apartado gráfico, con reseñas positivas a los efectos de iluminación y a la suavidad de los movimientos. Por su parte, Superjuegos le dio un 94 sobre 100 y destacó tanto la ambientación como el sistema de orientación por voz. En ambos casos se recordó que las voces no estaban traducidas al castellano.